# Санкт-Андреасберг
Санкт-Андреасберг (нем. Sankt Andreasberg) — бывший город в Германии, курорт, расположен в земле Нижняя Саксония. С 1 ноября 2011 года является районом города Браунлаге. Население составляет 1730 человек (на 30 июня 2011 года). Занимает площадь 9,85 км².

## Население
| Год  | Численность | Численность |
| ---- | ----------- | ----------- |
| 1795 | 3011        | [ 4 ]       |
| 1821 | 3611        |             |
| 1848 | 4471        |             |
| 1871 | 3370        |             |
| 1885 | 3315        |             |
| 1889 | 3240        | [ 5 ]       |
| 1905 | 3760        |             |
| 1910 | 3665        | [ 6 ]       |
| 1912 | 3666        | [ 7 ]       |
| 1917 | 2921        | […]         |
| 1919 | 3359        | [ 10 ]      |
| 1925 | 3727        |             |
| 1933 | 3279        |             |
| 1939 | 3351        | [ 11 ]      |
| 1946 | 4799        |             |
| 1950 | 4806        |             |
| 1956 | 4270        |             |
| 1961 | 4096        |             |
| 1968 | 3632        |             |
| 1970 | 3404        |             |
| 1975 | 3300        |             |
| 1980 | 2990        |             |
| 1985 | 2675        |             |
| 1990 | 2817        |             |
| 1995 | 2635        |             |
| 2000 | 2339        |             |
| 2005 | 2043        |             |
| 2010 | 1719        |             |
| 2016 | 1745        | [ 12 ]      |
| 2018 | 1598        | [ 12 ]      |
| 2023 | 1475        | [ 2 ]       |

## Санкт-Андреасберг в «ЭСБЕ»
В начале XX века в «Энциклопедическом словаре Брокгауза и Ефрона» этот город описывался следующими словами: 
Андреасберг, Санкт-Андреасберг — горнозаводский город в Обергарце, прусского Гильдесгеймского Целлерфельдского округа, в 11 км к Ю. В. от Брокена, возвышается на 532 м н. ур. м., имеет 3262 жит. (1880) и известен разработкой находящихся вблизи его серебряных рудников. В техническом отношении эта разработка, дававшая прежде более значительное количество металла, представляет ту характеристическую особенность, что ни одна из известных 24 рудных жил не идет параллельно с какою-либо главною долиною Гарца. Эти рудные жилы, образуя неправильную сеть, пересекают горный хребет и долины в самых различных направлениях. При незначительной толще самих жил, не превышающей 1,25 м, подземные ходы отличаются замечательною глубиною. Так, Самсониевский ход с шахтою имеет до 900 м глубины. Руда, особенно богатая серебряная, редко занимает большое протяжение, а встречается обыкновенно гнездами. Кроме разнообразных серебряных руд, эти рудники содержат в себе множество прекраснейших минералов. Все руды (свинцовые, богатые серебряные, медные и проч.) обрабатываются на заводе, лежащем в 2,5 км от города. Из черепкового содержащего серебро мышьяка добывается в качестве побочного продукта мышьяковая кислота. Водоснабжение города и шахт производится посредством Ребергского канала, проведенного из озера Одера, лежащего в расстоянии 7,9 км. В последнее время А. был рекомендован как климатическая лечебная станция, и в 1863 г. там устроено заведение для лечения сосновыми ваннами, травами и сывороткой. Заслуживает также внимания разведение канареек.

## Фотографии

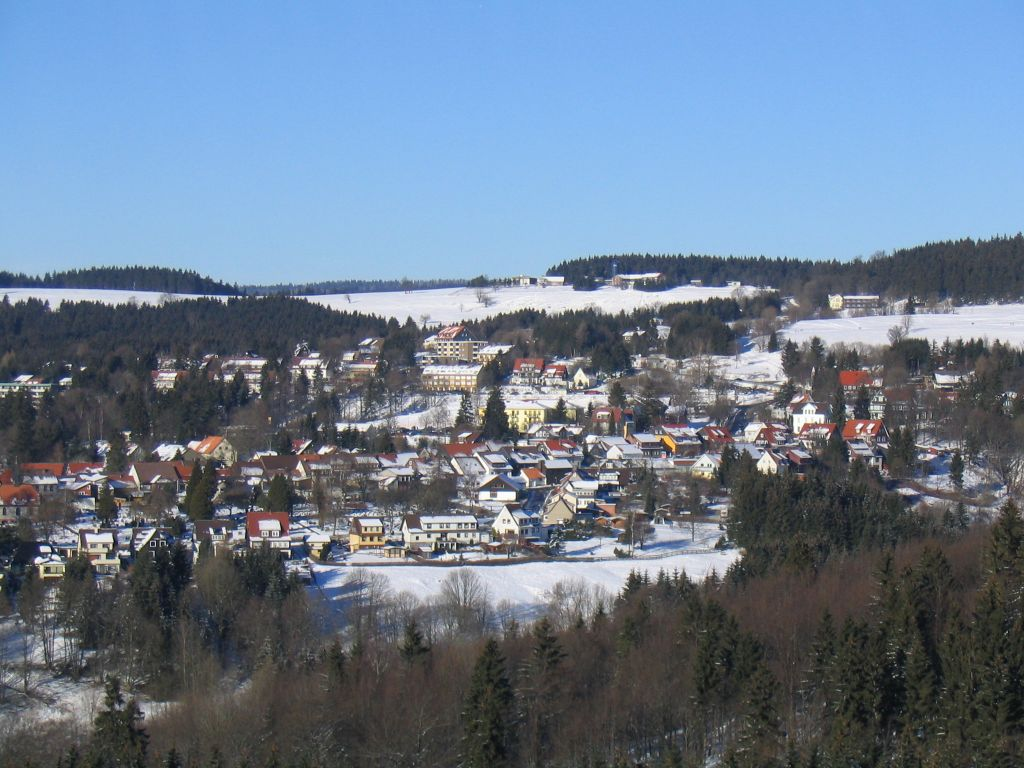
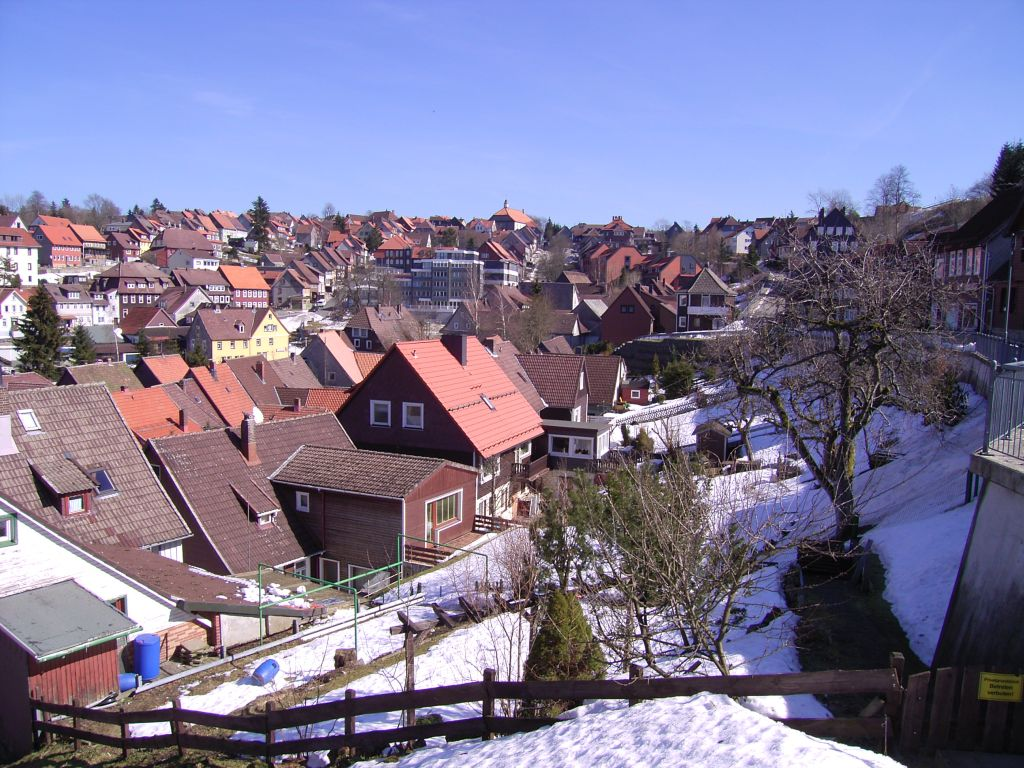
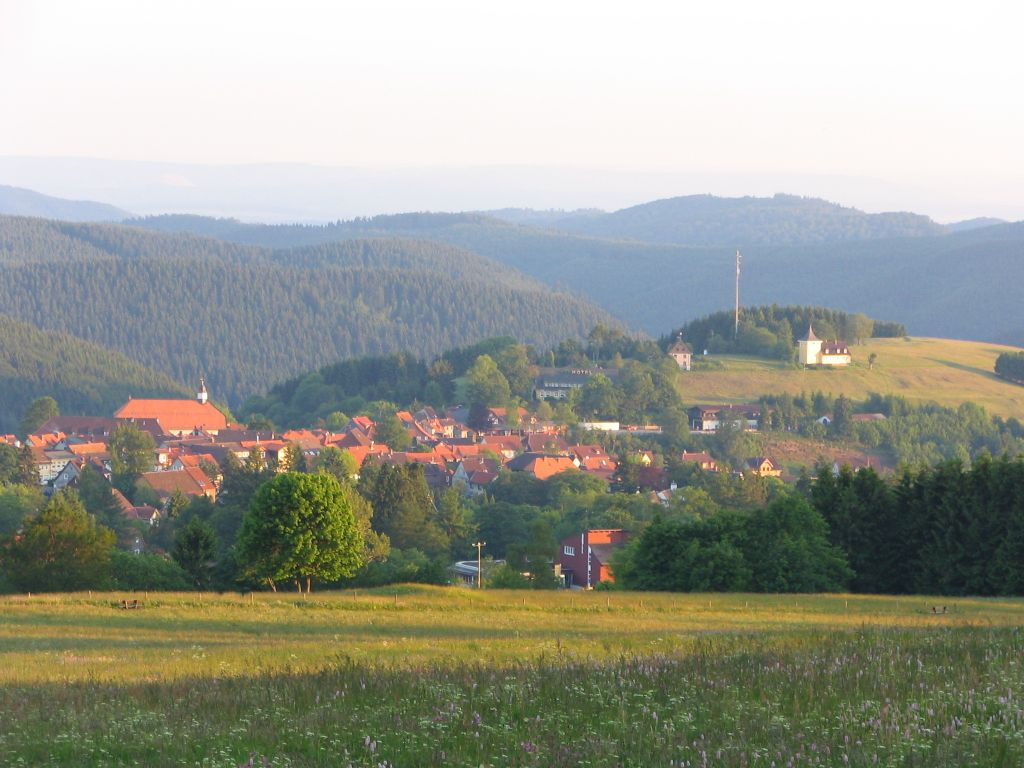
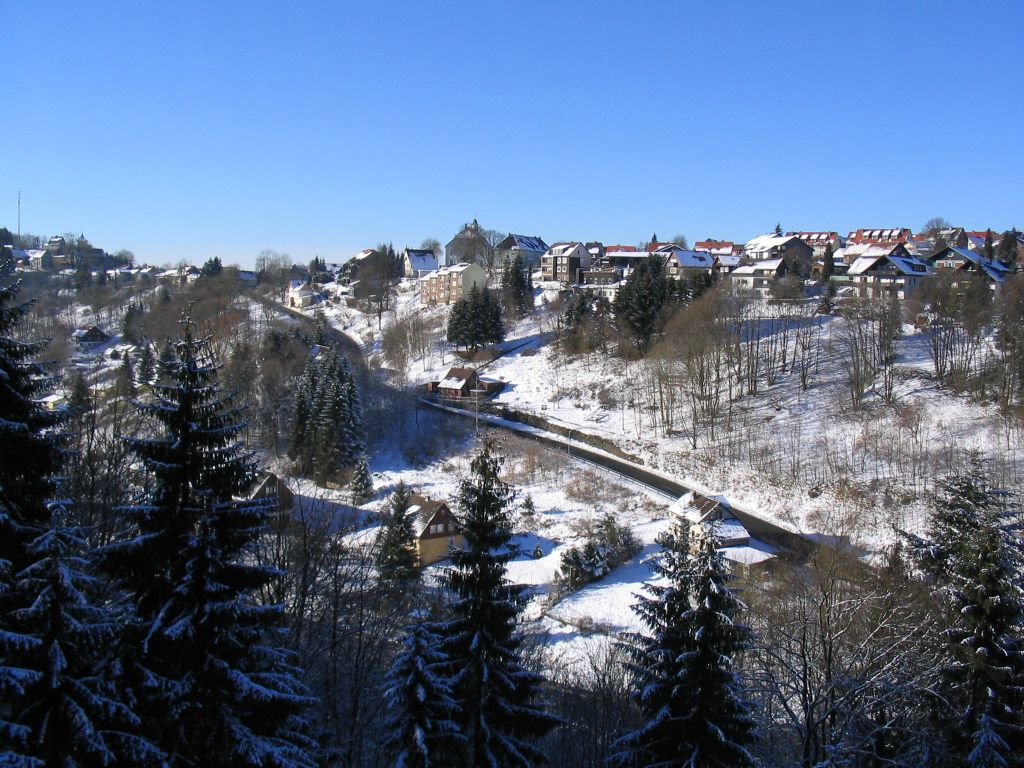
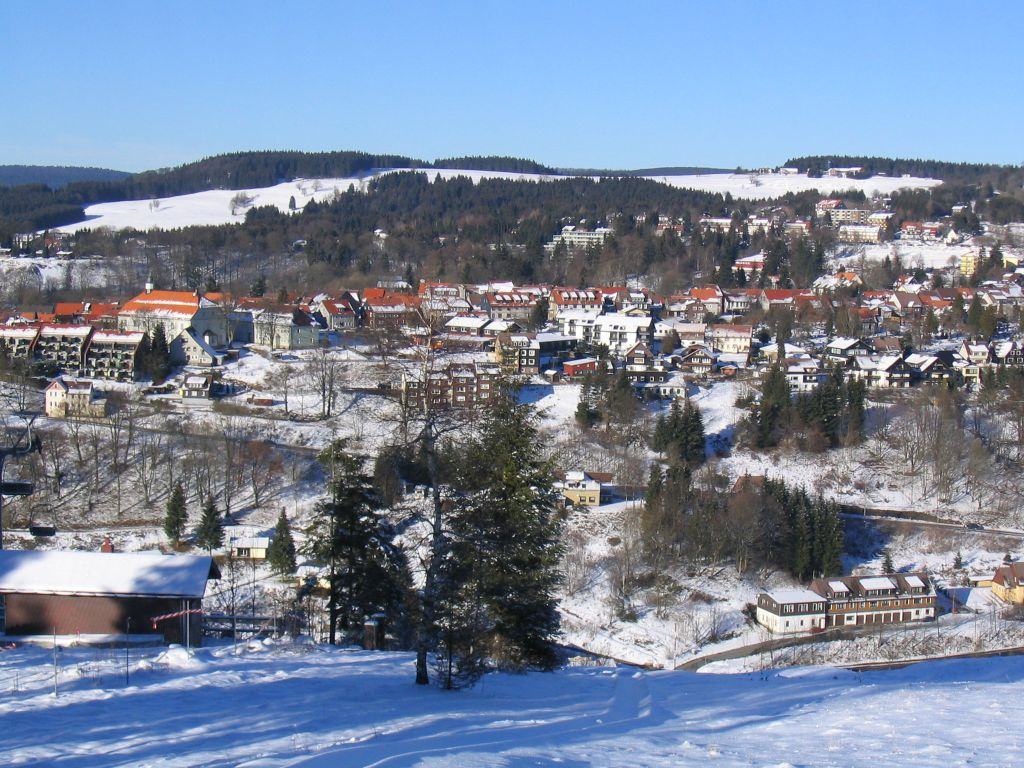